# پیرا
پیرا (به اسپانیایی: Piera) یک شهرستان در اسپانیا است که در کاتالونیا واقع شده‌است.

## خصوصیات
پیرا ۵۷٫۱۱ کیلومترمربع مساحت و ۱۳٬۶۵۲ نفر جمعیت دارد و ۳۲۴ متر بالاتر از سطح دریا واقع شده‌است.